# Osiedle Podleśne (Iława)
Osiedle Podleśne – południowo-zachodnia część Iławy. 

Położenie na mapie Iławy.

Powstało w latach 80. XX w. Pierwsi mieszkańcy wprowadzili się tu w 1980 r. 

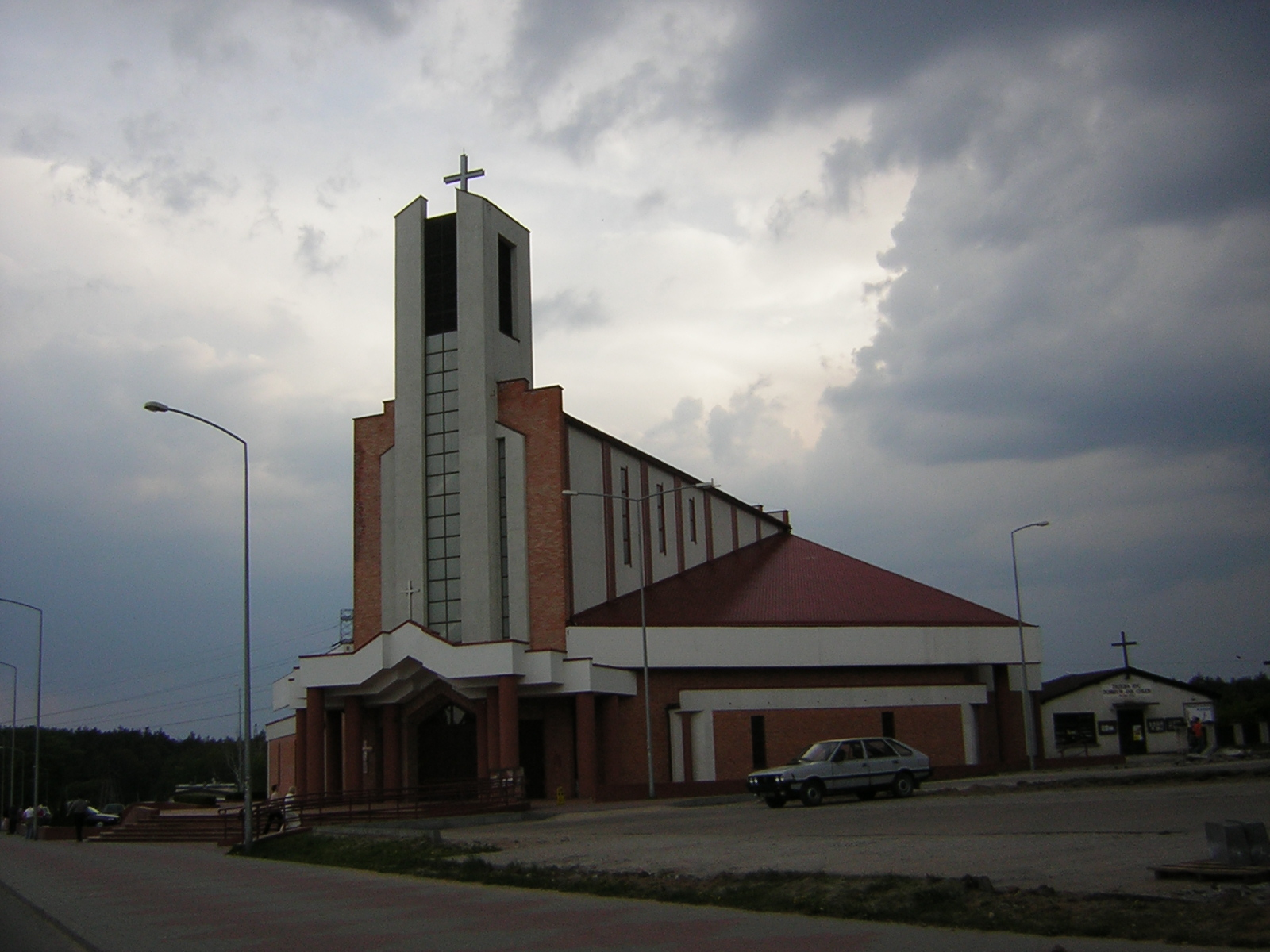
Kościół pw. św. Brata Alberta

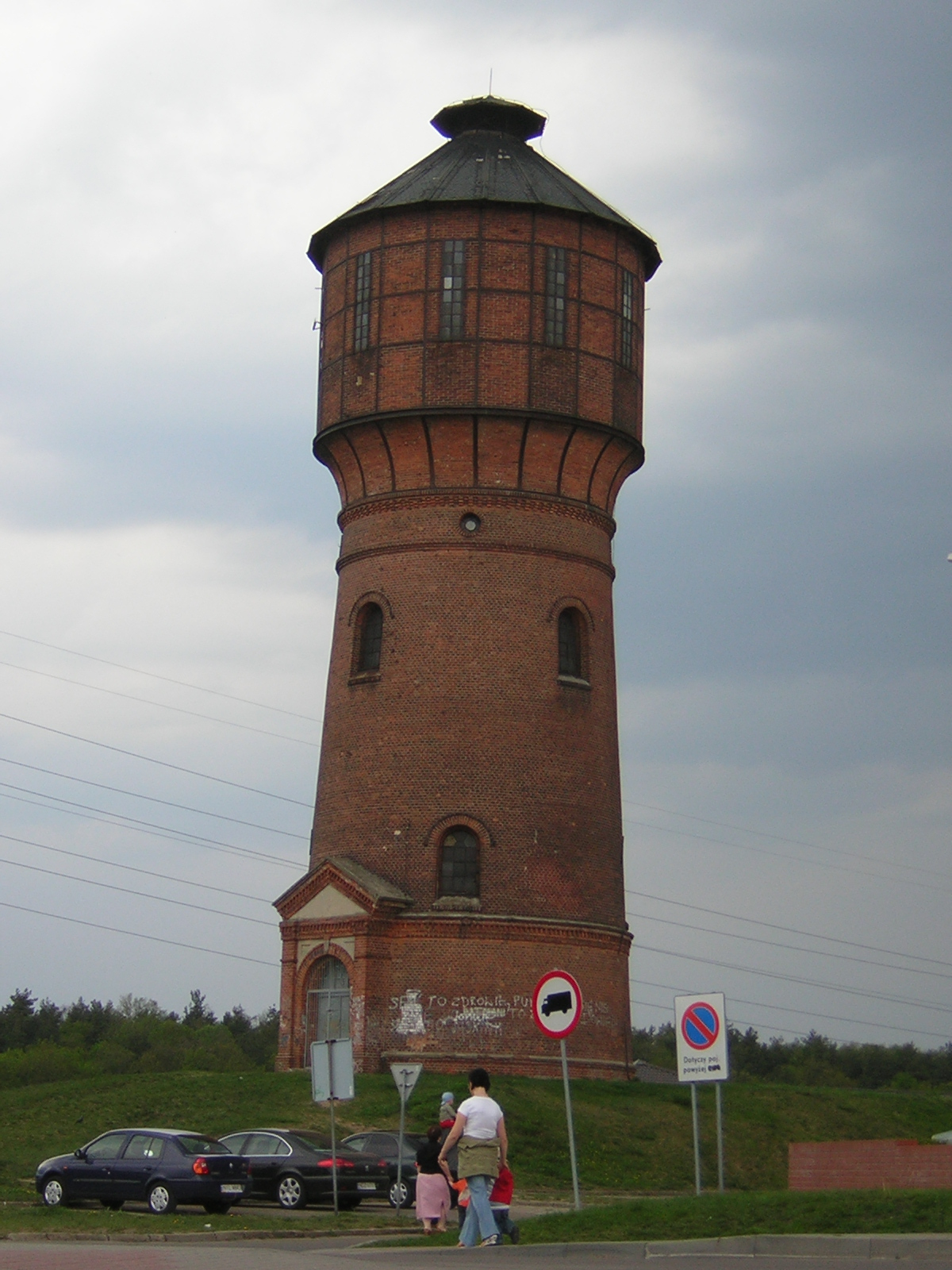
Wieża Ciśnień przy ul. 1 Maja

## Obiekty
W obrębie osiedla znajdują się m.in.:
- budynki z wielkiej płyty,
- poczta (kod: 14-202),
- Przedszkole nr 6,
- Szkoła Podstawowa nr 4,
- Szkoła Podstawowa nr 5,
- Kościół pw. św. Brata Alberta
- Neogotycka wieża ciśnień przy ul. 1 Maja,
- "Iławskie Wodociągi".
- Supermarket Biedronka

## Ulice
Osiedle stanowią ulice:
- Baczyńskiego
- Biskupska (część)
- Boczno-Górna
- Brata Alberta
- Górna
- Kwidzyńska (część)
- Maczka
- 1 Maja (część)
- Okulickiego
- Pieniężnego
- Podleśna
- Radomska
- Rzepnikowskiego
- Skłodowskiej-Curie (część)
- Smolki (część)
- Wiejska (część)
- Wodna
- Wojska Polskiego (część)

## Komunikacja
Przez teren osiedla przebiegają trasy 7 linii komunikacyjnych. Są to linie numer: 
- 1 - (Długa-Cmentarz)
- 2 - (Długa-Ogrody)
- 3 - (Długa-Nowa Wieś)
- 4 - (Dworzec Główny-Aleja Jana Pawła II)
- 5 - (Długa-Sienkiewicza)
- 7 - (Nowa Wieś-Nowa Wieś)
- 8 - (Długa-Radomek)

Linie biegną ulicami: Biskupską, Wojska Polskiego, Skłodowskiej-Curie, Wiejską i Kwidzyńską.